# Pachybrachis donneri
Pachybrachis donneri är en skalbaggsart som beskrevs av George Robert Crotch 1874. Pachybrachis donneri ingår i släktet Pachybrachis och familjen bladbaggar. Inga underarter finns listade i Catalogue of Life.